# 有馬家 (久我家分家)
有馬家（ありまけ）は、村上源氏久我家の分家にあたる武家・士族だった日本の家。久我通名の次男広益を家祖とし、江戸に下って江戸幕府の高家旗本に列した。維新後士族。

## 歴史
村上源氏嫡流の公家（清華家）久我家の当主である中納言久我通名の次男広益が、宝永7年12月に江戸に下向して「堀川」と称し、徳川家宣に高家旗本として仕えるようになったのに始まる。旗本としての所領は上野国群馬郡にて500石だった。
広益の息子広之は、安永7年に同じ村上源氏の流れを汲む久留米藩主有馬家との所縁から有馬と改姓。
幕末維新期の当主は有馬広泰。明治維新に際しては朝廷に早期帰順し、幕臣から朝臣に転じて元高家として中大夫席を与えられた。明治2年12月に中大夫以下の称が廃止され士族に編入。
明治17年7月7日に施行された華族令で華族が五爵制になった際に定められた『叙爵内規』の前の案である『華族令』案や『叙爵規則』案では元高家が男爵に含まれており、有馬家も男爵候補として名を挙げられているが、最終的な『叙爵内規』では旧高家は対象外となったため、結局同家は士族のままだった。